# Krummesse
Krummesse település Németországban, Schleswig-Holstein tartományban. Lakosainak száma 1647 fő (2023. december 31.). Krummesse Lübeck községgel határos.

## Népesség
A település népességének változása:
| Lakosok száma | 1344 | 1756 | 1718 | 1664 | 1669 | 1647 |
|               | 1975 | 2017 | 2019 | 2021 | 2022 | 2023 |